# Dos (Huesca)
Dos es una localidad española deshabitada perteneciente a la Entidad Local Menor de San Feliu de Veri, municipio de Bisaurri, en la Ribagorza, provincia de Huesca, Aragón. Su lengua propia era el patués. Se encuentra cerca de los manantiales de agua de Veri.
Está documentada la existencia de un castillo en el siglo X.